# Srpska Liga
Srpska Liga (serbisch kyrillisch: Српска Лига, deutsch: Serbische Liga) ist die dritthöchste Fußball-Liga bzw. die 3. Liga Serbiens. Die Srpska Liga wird vom serbischen Fußball-Bund organisiert und durchgeführt, die Liga in vier Sektionen aufgeteilt ist: Srpska Liga Beograd, Srpska Liga Vojvodina, Srpska Liga Istok und Srpska Liga Zapad mit insgesamt 64 Mannschaften. Der Sieger jeder Sektion steigt in die Prva Liga auf, der 2. Liga des Landes auf und die letzten drei spielen in der Relegation zur vierten Liga.

## Sektionen
- Srpska Liga Beograd
- Srpska Liga Istok
- Srpska Liga Vojvodina
- Srpska Liga Zapad